# Turicato
Turicato es una localidad del estado mexicano de Michoacán de Ocampo, cabecera del municipio homónimo.

## Toponimia
El nombre Turicato proviene de la palabra indígena turicata que es el nombre de un parásito del ganado. Cecilio Robelo, en su obra Toponimia Tarasco-Hispano-Nahoa indica que proviene del tarasco y se traduce como «lugar de garrapatas».

## Geografía
La ciudad de Turicato se encuentra aproximadamente en la ubicación 19°3′11″N 101°25′8″O / 19.05306, -101.41889, a una altitud de 736 m s. n. m.,

El clima es cálido, con temperaturas que varían a lo largo del año entre los 12 °C y los 35 °C.

## Demografía
Según los datos registrados en el censo de 2020, la población de Turicato es de 2075 habitantes, lo que representa un decrecimiento promedio de -0.28% anual en el período 2010-2020 sobre la base de los 2132 habitantes registrados en el censo anterior. Ocupa una superficie de 1.429 km², lo que determina al año 2020 una densidad de 1452 hab/km².
| Gráfica de evolución demográfica de Turicato entre 2000 y 2020    |
|                                                                   |
| Fuente: Instituto Nacional de Estadística Geografía e Informática |

En 2020 el 46.1% de la población (956 personas) eran hombres y el 53.9% (1119 personas) eran mujeres. El 56.5% de la población tenía edades comprendidas entre los 15 y los 64 años.
La población de Turicato está mayoritariamente alfabetizada, (9.20% de personas mayores de 15 años analfabetas, según relevamiento del año 2020), con un grado de escolaridad en torno a los 7 años. 

El 95.3% de los habitantes de Turicato profesa la religión católica.
En el año 2010 estaba clasificada como una localidad de grado muy alto de vulnerabilidad social. Según el relevamiento realizado, 843 personas de 15 años o más no habían completado la educación básica, —carencia conocida como rezago educativo—, y 619 personas no disponían de acceso a la salud.